# Thomas Bernard Croat
Thomas Bernard Croat (St. Mary's, Iowa, 23. svibnja 1938.), američki botaničar i kurator.

## Životopis
Rodio se u St. Mary'su u Iowi. Sredinom 1950-ih završio škole američke vojske za radarske operacije, elektroniku i popravke radara u SAD i Njemačkoj. Predavao u školama. 1962. godine završio je koledž Simpson u Iowi, glavni studij biologija, a sporedni studij kemija. 1966. godine završio je studij (M.A.) na Kanzaškom sveučilištu. Doktorski naslov (Ph.D.) stekao je 1967. godine na istoj ustanovi. Akademske naslove stekao je tezama o rodu Solidago. Bavi se sistematikom i ekologijom neotropskim Araceae, floristikom Araceae neotropskih područja, hortikulturom Araceae i fenološkom varijacijom neotropskih flora. Profesor je na Washingtonovom sveučilištu u St. Louisu, Sveučilištu St. Louisa i Sveučilištu Missourija-St. Louis. Pisao o Anthuriumima. Dio istraživačkog osoblja u Botaničkom vrtu Missourija, gdje je kurator botanike P.A. Schulze. Istražuje Araceae u flori Mezoamerike, Ekvadora, Gvajane, Bolivije, Kolumbije. Revidira Dieffenbachia Srednje i Južne Amerike, Rhodospatha neotropskih krajeva. Član Međunarodnog aroidskog društva. Dobio je botaničarsku nagradu za terenski rad u Velikoj ravnici (Great Plains) SAD i Kanade. Uvršten je u Tko je tko u Americi.
Do danas je autor za 17 vrsta biljaka. Croatov broj u VIAF-u je 45572435, ISNI 0000 0000 6667 2222, LCCN n79028032, SUDOC 093720068, BNF cb16084490h (data) i IPNI je 1881-1. Međunarodna autorska kratica mu je Croat.

## Vanjske poveznice
- Međunarodno aroidsko društvo  Arhivirana inačica izvorne stranice od 20. siječnja 2019. (Wayback Machine) Aroider: Dr. Thomas B. Croat  (eng.)
- Međunarodno aroidsko društvo  Arhivirana inačica izvorne stranice od 20. siječnja 2019. (Wayback Machine) Papers of Thomas B. Croat
- Researchgate.net Thomas B. Croat (eng.)
- Washingtonovo sveučilište u St. Louisu, Odjel biologije i biomedicinskih znanosti  Arhivirana inačica izvorne stranice od 20. siječnja 2019. (Wayback Machine) Thomas B. Croat, Ph.D. (eng.)
- Botanički vrt Missouri Mentori i projekti 2012.: Biljna sistematika, konzervacijska biologija i etnobotanika. Dr. Tom Croat, 5. lipnja 2013. (eng.)

- WorldCat (eng.)